# Colorado State Highway 95
Der Colorado State Highway 95 (kurz CO 95) ist ein in Nord-Süd-Richtung verlaufender State Highway im US-Bundesstaat Colorado. Er wird auch als Sheridan Boulevard bezeichnet.
Der State Highway beginnt am U.S. Highway 285 in Denver und endet nach 23 Kilometern in Westminster an der U.S. Highway 36. Nach dem Kreuz mit dem U.S. Highway 6 verläuft sie westlich am Sloan’s Lake entlang. Im Stadtgebiet von Lakeside passiert die CO 95 die Interstates 70 und 75. Im Osten von Lakewood trifft sie auf den Colorado State Highway 26.